# 치타 (가수)
치타(Cheetah, 본명: 김은영, 1990년 5월 25일 ~ )는 대한민국의 래퍼, 배우이다.

## 음반

### 싱글 음반
- 《CHEETAH ITSELF》 (2014년)
- 《My Number》 (2015년)
- 《Star Wars》 (2015년)
- 《Girl Crush》 (with 백지영) (2016년)
- 《NOT TODAY》 (2016년)
- 《Style Diet》 (Feat. 강남) (2016년)
- 《BLURRED LINES》 (Feat. 한해) (2017년)
- 《Don`t Speak》 (with 알리) (2017년)
- 《비틀비틀》 (2017년)
- 《28 IDENTITY》 (2018년)

블랙리스트 (맴버 : 치타, 루시)
- 《Nothing Lasts Forever》 (2010년)

마스터피스 (맴버 : 치타, 크러쉬)
- 《Rhythm Genius》 (2012년)

### 디싱 (디지털 싱글) 음반
- 《Style Diet (Feat. 강남)》 (2017년)

## 기타 활동

### 영화
- 2020년 《초미의 관심사》 - 순덕 역

### 예능
- 2012년 Mnet 쇼미더머니 1
- 2015년 Mnet 언프리티 랩스타
- 2015년 Mnet 야만TV
- 2015년 MBC 미스터리 음악쇼 복면가왕 - 나랏말씨미 듕귁에 달아 <참가자>
- 2016년 Mnet PRODUCE 101
- 2016년 Mnet 힙합의 민족
- 2016년 Mnet 힙합의 민족 2
- 2017년 Mnet PRODUCE 101 시즌 2
- 2018년 Mnet 고등래퍼 2
- 2019년 KBS2 슬기로운 어른이생활
- 2019년 Mnet PRODUCE X 101
- 2020년 플레이어2 쇼 미 더 플레이어 편
- 2020년 Mnet GOOD GIRL <참가자>
- 2021년 TV조선 사랑의 콜센타 게스트
- 2021년 SBS 꼬리에 꼬리를 무는 그날 이야기 - 7화[1]
- 2021년 SBS 골때리는 그녀들
- 2022년 SBS 꼬리에 꼬리를 무는 그날 이야기 - 41화
- 2023년 SBS 꼬리에 꼬리를 무는 그날 이야기 - 70화
- 2023년 SBS 꼬리에 꼬리를 무는 그날 이야기 - 83화

### 방송
- 《생방송 행복드림 로또 6/45》 - 894회

### 광고
- 2017년 ~ 2018년 삼진제약 게보린

## 수상 목록
| 연도   | 기록 내역                             |
| ------ | ------------------------------------- |
| 2018년 | - 제12회 SBS 연예대상 모바일 아이콘상 |